# Malaysia ai Giochi della XIX Olimpiade
La Malaysia partecipò ai Giochi della XIX Olimpiade che si sono svolti a Città del Messico dal 12 al 27 ottobre 1968, con una delegazione di 31 atleti impegnati in quattro discipline: atletica leggera, ciclismo, hockey su prato e sollevamento pesi, per un totale di 14 competizioni. Portabandiera fu il giavellottista Nashatar Singh Sidhu, alla sua seconda Olimpiade. Fu la seconda partecipazione di questo Paese ai Giochi. Non fu conquistata nessuna medaglia.